# Стінка (заповідне урочище, Шишацький район)
Стінка — заповідне урочище місцевого значення в Україні. Розташований біля села Науменки Шишацького району Полтавської області (Шишацьке лісництво, кв. 89, 90). 
Площа 75 га. Статус надано згідно з Рішенням облвиконкому № 671 від 28.12.1982 року. Перебуває у користуванні ДП «Миргородський лісгосп».
Охороняється велика балка, схили і днище якої заліснені дубовими насадженнями, а один схил вкритий типовою степовою рослинністю: ковила волосиста, костриця валіська, грудниця волохата. Трапляються рідкісні види рослин - горицвіт весняний, анемона лісова, півники угорські, чина паннонська.